# Penya Tallada
La Penya Tallada és un cim de 2,3 metres que es troba al municipi de Salou, a la comarca del Tarragonès.
Al cim podem trobar-hi un vèrtex geodèsic (referència 265142016).